# Reggie Jones
 (mai 2023).
Pour les articles homonymes, voir Jones.
(en) Statistiques sur pro-football-reference
(en) Statistiques sur statscrew
Reggie Jones (né le 15 mars 1986 à Bellevue) est un joueur américain de football américain.

## Carrière

### Université
Jones étudie à l'université d'État de Portland où il joue pour l'équipe de football américain des Vikings.

### Professionnel
Reggie Jones n'est sélectionné par aucune équipe lors du draft de la NFL de 2010. Il signe avec les Saints de la Nouvelle-Orléans lors du camp d'entraînement et, après n'avoir pas été retenu dans l'équipe active pour l'ouverture de la saison, s'engage avec l'équipe d'entraînement. Durant la saison, il est libéré et fait le reste de la saison dans l'équipe d'entraînement des Redskins de Washington.
En 2011, il s'engage avec les Destroyers de Virginie, évoluant en United Football League et remporte le championnat de la ligue. Dès la saison achevée, il est repéré et s'engage avec les Vikings du Minnesota en cours de saison. Néanmoins, il est libéré après la pré-saison 2012 juste avant le coup d'envoi de la saison. Il retourne alors avec les Destroyers de Virginie, en UFL, mais ne reste que peu de temps car il se voit proposer une offre par les Cowboys de Dallas qui l'intègre à leur équipe d'entraînement. Cependant, il ne joue aucun match avec les texans, et est libéré le 11 décembre 2012. Il joue la saison 2014 avec le Rouge et Noir d'Ottawa de la Ligue canadienne de football, puis est libéré par le club.

## Palmarès
- Championnat UFL 2011